# 新墨西哥州第二國會選區
新墨西哥州第二國會選區（英語：New Mexico's 2nd congressional district）是美国新墨西哥州的三個國會選區之一，始於1968年。範圍包括新墨西哥州南部。2000年人口606,406人。
本區長期以來皆由共和黨掌控，惟現任眾議員為民主黨的蓋伯·瓦斯奎茲。